# Florian Ceynowa
Florian Ceynowa (en casubio Florión Cenôwa, Sławoszyno, 4 de mayo de 1817-Bukowiec, 26 de marzo de 1881) fue un escritor, activista, traductor y lingüista polaco defensor del idioma casubio, publicando una gramática y un alfabeto en este idioma.
En 1846, intentó tomar la guarnición prusiana en Starogard Gdański, pero sus 100 combatientes armados con guadañas decidieron abandonar el sitio antes del fin del ataque.

## Obra
- De terrae Pucensis incolarum superstitione in re medica: dissertatio inauguralis medica / quam ... publice defendet auctor Florianus Ceynowa, Berlín: Schlesinger, 1851, no ISBN.
- Xążeczka dlo Kaszebov przez Wójkasena,  Danzig: 1850, no ISBN
- Kurze Betrachtungen über die kaßubische Sprache, als Entwurf zur Grammatik, ed., introd. and comm. by Aleksandr Dmitrievič Duličenko and Werner Lehfeldt, Göttingen: Vandenhoeck & Ruprecht, 1998, (=Abhandlungen der Akademie der Wissenschaften zu Göttingen, Philologisch-Historische Klasse; series 3, No. 229), ISBN 3-525-82501-3.
- "Mały zbiór wyrazów kaszubskich maja̜cych wie̜ksze podobieństwo w je̜zyku rosyjskim aniżeli w je̜zyku polskim" [Parallel title: 'Eine kleine Sammlung kaschubischer Wörter, welche eine größere Ähnlichkeit mit rußischen als mit der polnischen Sprache haben'; Kashubian] (Danzig: 11850), Hanna Popowska-Taborska (ed.), in: Uwagi o Kaszubszczyźnie, Jerzy Treder (ed.) on behalf of the Muzeum Piśmiennictwa i Muzyki Kaszubsko-Pomorskiej, Wejherowo: Muzeum Piśmiennictwa i Muzyki Kaszubsko-Pomorskiej, 22001, (=Biblioteka kaszubska), ISBN 83-911638-6-5 / 83-88487-75-2.
- Sbjor pjesnj svjatovih, ktòre lud skovjanjskj vkròlestvje pruskjm spjevacj lubj, vidal, Schwetz: J. Hauste, 1878, no ISBN.
- Sto frartovek a potudrovéj czéscj Pomorza Kaszubśkjego, osoblivje z zjemj Svjeckjèj, Krajmi, Koczevja i Boròv, Schwetz: no year, no ISBN.
- Zarés do grammatiki kašébsko-slovjnskje mòvé [Parallel title: 'Entwurf zur Grammatik der kassubisch-slovinischen Sprache'; Kashubian], Posen: Simon, 1879, no ISBN.